# Cacabelos
Cacabelos (Cacabiellos, in Lingua Leonese) è un comune spagnolo di 4 880 abitanti situato nella provincia di León. Il suo stemma è un Leone, per la Provincia di León, e la Conchiglia (concha) di Santiago.

## Amministrazione

### Gemellaggi
- Torano Nuovo

## Vedere anche
- Regno di León
- Lingua Leonese